# Onon
Az Onon (oroszul és mongolul egyaránt Онон) folyó Mongólia északkeleti vidékén és Kelet-Szibéria déli részén, Oroszország Bajkálontúli határterületén. Az Ingoda és az Onon egyesülésével keletkezik a Silka folyó.

## Földrajz
Hossza: 818 km, ebből 298 km-en át Mongólia területén folyik; teljes vízgyűjtő területe: 94 010 km².
Az Onon-Silka-Amur együtt a Föld tíz leghosszabb folyóinak egyike (818 km + 560 + 2874 km = 4252 km), más számítás szerint 4350 km.
Az Onon Mongólia északi részén, a Hentij-hegység keleti lejtőin ered. Északkeleti irányban, a hegyek közül kiérve többnyire sztyeppen folyik keresztül. Tipikus alföldi folyó, medrének esése nem jelentős. Szélesen szétterül a parti sztyeppén, számtalan kanyart, kis szigetet, holtágat alkot. Csak rövidebb szakaszokon folyik hegyek között, a szűkebb völgyekben sodrása felgyorsul. Kevéssel Silka városa fölött, Uszty-Onon településnél egyesül az Ingodával, innen kezdve a folyó neve Silka.
Az Onon a nyár második, csapadékosabb felében erősen megárad, ilyenkor folyik le az éves vízhozam legnagyobb része, áradásai hosszú ideig elhúzódnak. Télen igen alacsony vízállások mellett befagy, egyes szakaszokon egészen fenékig.

### Mellékfolyók
Jelentősebb mellékfolyói a Bajkálontúli határterületen:
- jobbról a Borzja (kb. 300 km) és az Unda,
- balról az Aga (167 km).

## Települések
Partján nagyobb városok nincsenek. A Csitai területen Olovjannaja kisvárosnál a folyón vasúti híd ível át, ezen keresztül vezet a vasúti fővonal Oroszországból Kínába.
Egyes feltevések szerint az Onon felső szakaszának vidékén született és nőtt fel Dzsingisz kán.